# Criorhina pallipilosa
Criorhina pallipilosa är en tvåvingeart som beskrevs av Hull 1944. Criorhina pallipilosa ingår i släktet pälsblomflugor, och familjen blomflugor. Inga underarter finns listade i Catalogue of Life.